# Amadeo Castro
Amadeo Castro (Tarija, Bolivia, 1 de agosto de 1952-Cochabamba, 11 de febrero de 2022) fue un abogado, escritor, poeta y artista plástico boliviano. Inició su carrera artística en Cochabamba donde se especializó en el dibujo de paisajes rurales y personajes, siendo conocido como un notable retratista.
Sus obras se han exhibido en varios países de América del Norte, Sudamérica y Europa, también en Australia y Japón. Muchas de sus obras reposan en pinacotecas y lugares culturales como el Centro Eclesial de Documentación de la Biblioteca Franciscana, también en el Salón Gíldaro Antezana de la Casa de la Cultura Cochabamba.

## Biografía
Amadeo Castro nació en la ciudad de Tarija en 1952. Realizó sus estudios de pregrado en la Escuela de Artes Plásticas de Cochabamba, también estudió derecho en la Universidad Mayor de San Simón. Desde temprana edad se interesó por la pintura y las artes y admiraba los trabajos de artistas destacados como Gíldaro Antezana, Vladimir Rojas y Víctor Arze Góngora. Mucho antes de incursionar en la Escuela de Artes Plásticas, Castro tenía conocimientos y experiencia en el dibujo, específicamente en el manejo del color, los óleos y la acuarela.
En la década de 1970 empezó a realizar muestras y exhibiciones artísticas a nivel nacional, tanto grupal como individual. Desde esa misma época fue galardonado por la municipalidad de Cochabamba, donde recibió una mención de honor en pintura y el gran premio en óleo por su obra Carro de Mano. Entre 1984 y 1985 realizó una exhibición grupal en Ecuador y en Carolina del Norte, Estados Unidos, y para esta época recibió otro premio por parte de la Universidad Mayor de San Simón, por su trabajo Huallperas. Entre 1986 y 1987 se desempeñó como director de la Asociación Boliviana de Artistas Plásticos (APAB).
A comienzos de la década de 1990 viajó a Uruguay y expuso sus obras en el Museo de Arte Moderno de Montevideo; este mismo museo adquirió una de sus obras. Un año después se presentó en México. En 2002 realizó una exhibición en Padua, Italia y en 2006 en Tokio, Japón. En 2016 publicó el poemario Luna Luna, un libro basado en «espacios simbólicos que complementan las palabras de las poesías».
En 2021 fue postulado por la Asociación Boliviana de Artistas Plásticos al premio Obra de una vida del salón Pedro Domingo Murillo de La Paz sus más de 50 años de trabajo plástico a los paisajes, costumbres y personajes anónimos y del folclore cochabambino.
Empezó a tener problemas de salud a mediados de junio de 2021. Falleció el 11 de febrero de 2022 a los 69 años.